# Alessandro Sersanti
Alessandro Sersanti (Grosseto, 16 de febrero de 2002) es un futbolista italiano que juega de centrocampista en la A. C. Reggiana 1919 de la Serie B, a préstamo desde la Juventus Next Gen.

## Trayectoria
Creció en el sector juvenil de la Fiorentina, jugando también en el ACN Siena 1904. En 2019 fue cedido por dos años al U. S. Grosseto 1912. Marcó tres goles en 26 apariciones en la temporada 2019-20. En la temporada siguiente, marcó dos goles en 37 partidos.
El 30 de julio de 2021 pasó a la Juventus Next Gen. El 22 de agosto debutó con la Juventus Next Gen en la victoria por 3-2 contra el SSD Pro Sesto en un partido de la Copa Italia Serie C marcando también un gol en el minuto 34. El 6 de marzo de 2022 fue amonestado dos veces y, por tanto, expulsado en un partido que acabó ganando por 1-0 contra el SSD Pro Sesto.

## Estilo de juego
Puede jugar de media punta y de lateral con una buena técnica. También se le ha comparado con Paul Pogba.

## Estadísticas

### Clubes
Actualizado al último partido disputado el 15 de septiembre de 2023.
| Club                         | Div.          | Temporada     | Liga  | Liga  | Copas nacionales | Copas nacionales | Copas internacionales | Copas internacionales | Total | Total |
| Club                         | Div.          | Temporada     | Part. | Goles | Part.            | Goles            | Part.                 | Goles                 | Part. | Goles |
| ---------------------------- | ------------- | ------------- | ----- | ----- | ---------------- | ---------------- | --------------------- | --------------------- | ----- | ----- |
| U. S. Grosseto 1912 · Italia | 4.ª           | 2019-20       | 26    | 3     | 2                | 0                | —                     | —                     | 28    | 3     |
| U. S. Grosseto 1912 · Italia | 3.ª           | 2020-21       | 37    | 2     | 0                | 0                | —                     | —                     | 37    | 2     |
| U. S. Grosseto 1912 · Italia | Total club    | Total club    | 63    | 5     | 2                | 0                | 0                     | 0                     | 65    | 5     |
| Juventus Next Gen · Italia   | 3.ª           | 2021-22       | 33    | 0     | 3                | 1                | —                     | —                     | 36    | 1     |
| Juventus Next Gen · Italia   | 3.ª           | 2022-23       | 32    | 2     | 6                | 1                | —                     | —                     | 38    | 3     |
| Juventus Next Gen · Italia   | Total club    | Total club    | 65    | 2     | 9                | 2                | 0                     | 0                     | 74    | 4     |
| Calcio Lecco 1912 · Italia   | 4.ª           | 2023-24       | 1     | 0     | 0                | 0                | —                     | —                     | 1     | 0     |
| Calcio Lecco 1912 · Italia   | Total club    | Total club    | 1     | 0     | 0                | 0                | 0                     | 0                     | 1     | 0     |
| Total carrera                | Total carrera | Total carrera | 129   | 7     | 11               | 2                | 0                     | 0                     | 140   | 9     |